# シンフォニア・ノビリッシマ
シンフォニア・ノビリッシマ（イタリア語: Sinfonia Nobilissima）は、ロバート・ジェイガーの作曲した吹奏楽曲。邦題は「吹奏楽のための高貴なる楽章」。

## 概要
1962年から1963年にかけて作曲され、1963年2月に結婚した妻ジョン・ルシル（John Lucille）に捧げられた。ロマンティックな旋律の魅力と巧みな構成、楽器法によって、ジェイガーの代表作の一つとされる。日本でも人気は高く、全日本吹奏楽コンクールにおいても2013年9月現在、13回取り上げられている。

## 楽器編成
| 木管 | 木管                 | 金管  | 金管     | 弦・打 | 弦・打                                                 |
| ---- | -------------------- | ----- | -------- | ------ | ------------------------------------------------------ |
| Fl.  | 2, Picc.             | Crnt. | 3, Tp. 2 | Cb.    | ●（任意）                                              |
| Ob.  | 2                    | Hr.   | 4        | Timp.  | ●                                                      |
| Fg.  | 1                    | Tbn.  | 3        | 他     | 大太鼓、シンバル（クラッシュ、サスペンデッド）、小太鼓 |
| Cl.  | 3, E♭, Alto, Bass    | Eup.  | 1        | 他     | 大太鼓、シンバル（クラッシュ、サスペンデッド）、小太鼓 |
| Sax. | Alt. 2 Ten. 1 Bar. 1 | Tub.  | ●        | 他     | 大太鼓、シンバル（クラッシュ、サスペンデッド）、小太鼓 |

## 楽曲
演奏時間は約6分半。急‐緩‐急の複合三部形式で書かれている。
アンダンテ・フィエラメンテ（fieramente、熱烈に）、ハ長調、4/4拍子の堂々とした序奏で始まる。ここで主題が予示され、アレグロ・コン・ブリオで主部に入る。ホルンの伴奏に乗ってクラリネットに主題が歌われ、華やかなトゥッティとソロを対比させた多彩な展開が続く。
中間部はアンダンテにテンポを落とし、ヘ長調でクラリネットに美しい旋律が歌われる。オーボエの抒情的な独奏を挟んで、トゥッティで主題が再現される。テンポを戻すと、主部が短縮、展開された形で再現され、力強いコーダで終わる。